# Antonio Cabrera Torres
Antonio Roberto Cabrera Torres (10 de novembre del 1981) és un ciclista xilè que combina tant la ruta com la pista.

## Palmarès en pista
- 2001
  - 1r als Campionats Panamericans en Persecució per equips
- 2003
  - Medalla d'or als Jocs Panamericans en Persecució per equips
- 2006
  - 1r als Campionats Panamericans en Persecució per equips
- 2007
  - 1r als Sis dies d'Aguascalientes (amb Marco Antonio Arriagada)
- 2011
  - 1r als Campionats Panamericans en Madison
- 2012
  - 1r als Campionats Panamericans en Madison
  - 1r als Campionats Panamericans en Persecució per equips
- 2016
  - 1r als Campionats Panamericans en Madison

## Palmarès en ruta
- 2011
  - Vencedor de 2 etapes a la Volta a Xile